# Labastide-Chalosse

Labastide-Chalosse este o comună în departamentul Landes din sud-vestul Franței. În anul 2009 avea o populație de 131 de locuitori.

## Evoluția populației
| An        | 1975 | 1982 | 1990 | 1999 | 2006 | 2009 |
| --------- | ---- | ---- | ---- | ---- | ---- | ---- |
| Populație | 130  | 138  | 138  | 117  | 122  | 131  |